# Schack (TV-serie)
Schack är ett TV-program i åtta avsnitt med Hans Alfredson som programledare som sändes i SVT1 mellan 5 december 1981 och 16 januari 1982 där Alfredson med hjälp av animerade bildsekvenser och animerade dockor förklarar pjäsernas grundläggande rörelser på ett schackbräde, samt några regler om bondeschack och schack.
Programserien var utarbetad av schackpedagogen Robert Danielsson. Dockorna animerades av Katarina Trovallius efter ritningar av Mats Andersson.